# Cantone di Blanzy
Il Cantone di Blanzy è una divisione amministrativa dell'arrondissement di Autun, dell'arrondissement di Chalon-sur-Saône e dell'arrondissement di Charolles.
È stato costituito a seguito della riforma approvata con decreto del 18 febbraio 2014, che ha avuto attuazione dopo le elezioni dipartimentali del 2015.

## Composizione
Comprende i 17 comuni di:
- Les Bizots
- Blanzy
- Collonge-en-Charollais
- Écuisses
- Genouilly
- Gourdon
- Joncy
- Marigny
- Mary
- Mont-Saint-Vincent
- Montchanin
- Le Puley
- Saint-Eusèbe
- Saint-Julien-sur-Dheune
- Saint-Laurent-d'Andenay
- Saint-Martin-la-Patrouille
- Saint-Micaud